# Fortnite
Fortnite est un jeu en ligne développé par Epic Games sous la forme de différents modes de jeu qui partagent le même gameplay général et le même moteur de jeu. Les deux premiers modes de jeu sont Fortnite : Sauver le monde, un jeu coopératif de tir et de survie conçu pour quatre joueurs au maximum et dont le but est de combattre des zombies et de défendre des objets à l'aide de fortifications, et Fortnite Battle Royale, un jeu de battle royale en free-to-play où jusqu'à 100 joueurs se battent entre eux jusqu'au dernier survivant. Plusieurs autres modes de jeu sont ensuite ajoutés.
Le mode de jeu Fortnite : Sauver le monde est proposé en accès anticipé à partir de juillet 2017, alors que le mode Fortnite Battle Royale a été publié à partir de septembre 2017 en accès anticipé ; Sauver le monde est disponible uniquement pour Microsoft Windows, macOS, PlayStation 4, Xbox One, PlayStation 5 et Xbox Series, tandis que Battle Royale a été publié pour ces dernières plates-formes, mais aussi pour Nintendo Switch et les appareils iOS et Android.
Si les deux jeux ont été un succès pour Epic Games, Fortnite Battle Royale est devenu un phénomène de société, attirant plus de 125 millions de joueurs en moins d'un an et générant des centaines de millions de dollars par mois. Epic Games annonce en 2019 que Fortnite compte 250 millions de joueurs, soit deux fois plus qu'en juin 2018.
Le 22 mars 2023, à la suite d'une conférence en direct, Epic Games revendique plus de 500 millions de joueurs inscrits.

## Modes de jeu
Fortnite est distribué initialement sous la forme de deux modes de jeu différents, bien que chaque jeu utilise le même moteur et possède des graphismes, des actifs artistiques et des mécanismes de jeu similaires.
- Fortnite : Sauver le monde est conçu comme un « jeu joueur contre environnement », mettant en scène quatre joueurs coopérant vers un objectif commun sur différentes missions. Le jeu se déroule après l'apparition d'une tempête sur Terre, provoquant la disparition de 98 % de la population et l'attaque des survivants par des « enveloppes » zombie. Les joueurs jouent le rôle de commandants des abris de la base d'attache, recueillant les ressources, sauvant les survivants et défendant l'équipement qui aide à recueillir des données sur la tempête ou à repousser celle-ci. Au cours de ces missions, les joueurs se voient attribuer un certain nombre d'objets dans le jeu, notamment des personnages-héros, des schémas d'armes et de pièges, ainsi que des survivants, qui peuvent tous être mis à niveau grâce à l'expérience acquise pour améliorer leurs attributs.
- Fortnite Battle Royale est un jeu de battle royale « joueur contre joueur » avec un maximum de 100 joueurs, jouant seul, en équipe de deux, de trois ou à quatre. Les joueurs sont largués dans un Bus de Combat qui traverse la carte du jeu sans aucune arme. Lorsqu'ils atterrissent, ils doivent chercher des armes, des objets et des ressources pour combattre et se défendre. Au cours d'un tour, la zone de sécurité de la carte réduit de taille en raison d'une tempête entrante ; les joueurs à l'extérieur de cette zone de sécurité subissent des dégâts de vie et peuvent être tués. Cela force les joueurs restants à se regrouper dans des espaces plus restreints et encourage progressivement les rencontres entre joueurs. Le dernier joueur ou la dernière équipe en vie obtient une Victoire Royale.

Ces deux modes de jeu donnent la possibilité au joueur d'utiliser une pioche pour abattre les structures existantes sur la carte afin de collecter des ressources de base (bois, brique et métal), à partir desquelles il peut construire des pièces de fortification comme des murs, des planchers et des escaliers. Ces pièces de fortification peuvent être modifiées pour inclure d'autres éléments tels que des fenêtres ou des portes. Les matériaux utilisés ont des propriétés de durabilité différentes et peuvent être adaptés à des variantes plus résistantes en utilisant plus de matériaux du même type. Au sein de Sauver le monde, cela permet aux joueurs de créer des fortifications défensives autour d'un objectif ou des tunnels remplis de pièges pour attirer les enveloppes. Dans Battle Royale, cela permet de traverser rapidement la carte, de se protéger du feu ennemi ou de retarder l'avance d'un ennemi.
Les deux modes de jeu ont initialement été conçus pour être des titres gratuits (free to play), bien que Sauver le monde restera finalement payant. Les deux jeux sont monétisés par l'utilisation de V-Bucks, monnaie du jeu qui ne peut être gagnée que par Sauver le monde ou simplement, en les achetant via la boutique d'Epic. Cette monnaie virtuelle permet d'acheter, dans Sauver le monde, des piñatas en forme de lama dans le but de gagner une sélection aléatoire d'objets plus ou moins rares. Dans Battle Royale, les V-Bucks peuvent être utilisés pour acheter des objets cosmétiques comme des modèles de personnages ou autres, mais aussi pour débloquer le passe de combat du jeu, permettant un élargissement de la gamme d'objets achetables,,.
Plusieurs autres modes de jeu ont ensuite été ajoutés :
- Fortnite Créatif est un mode de Fortnite dans lequel les joueurs ont la possibilité de créer des îles et de nombreuses sortes de jeux comme ils le souhaitent et partager ces îles avec leurs amis ou d'autres personnes[5].
- Lego Fortnite est un mode sorti en Chapitre 5, en collaboration avec la marque LEGO, Ce dernier est un jeu de survie et de créatif aux allures de Minecraft.
- Rocket Racing est un mode sorti après le mode LEGO. Ce dernier est un jeu de courses de voitures empruntant ses voitures au jeu Rocket League. Il possède également son système de rang indépendant.
- Fortnite Festival est un jeu de rythme semblable à Guitar Hero et qui possède son propre passe de combat. Il est possible d’y jouer différents instruments sur des pistes musicales trouvables dans la boutique d’objets. Le mode scène d’improvisation est également disponible pour jouer librement en groupe.

### Développement

#### Fortnite: Sauver le monde
Fortnite a commencé en 2011 à partir d'un game jam interne à Epic Games à la suite de la publication de Gears of War 3 vers 2011. Bien qu'il n'ait pas été initialement l'un des titres développés pendant le jam, le concept de fusionner le genre de jeu de construction, représenté par des jeux comme Minecraft et Terraria, et les jeux de tir a vu le jour, a conduit à la fondation de Fortnite,. Le développement de Fortnite a ralenti en raison de plusieurs problèmes, y compris du passage de Unreal Engine 3 à Unreal Engine 4, une approche de jeu de rôle plus profonde, afin de prolonger la vie du jeu, et d'un changement de style d'art (d'un thème sombre à un style plus Cartoon). À la même époque, Electronic Arts avait sorti Battlefield Heroes, un free-to-play de tir mais dans un style cartoon, qui s'avèrera n'être pas rentable (2011-2015).
Epic cherchait à se lancer dans les jeux avec un modèle économique de « games as a service », c'est-à-dire une évolution du free-to-play dans l'espoir que les achats soient récurrents tels un abonnement. Le studio a fait appel à l'éditeur chinois Tencent, connu pour ses messageries ; Tencent a pris une participation importante dans Epic, ce qui a conduit au départ de plusieurs cadres, dont Cliff Bleszinski, qui avait joué un rôle-clé dans le développement de Fortnite. L'approche de Fortnite a été modifiée pour devenir le banc d'essai d'Epic pour « games as a service », ce qui a également ralenti le développement,.
En fin de compte, Epic a été en mesure de préparer la sortie de Fortnite en tant que titre d'accès anticipé payant en juillet 2017, avec l'intention de le sortir en free-to-play en 2018, tout en recueillant les commentaires des joueurs pour améliorer le jeu,,. Avec la sortie de Fortnite Battle Royale, le mode « joueur contre environnement » s'est distingué comme Sauver le monde. Le jeu est sorti de son accès anticipé en juin 2020, et Epic Games a finalement décidé de garder un modèle pay to play.

#### Fortnite Battle Royale
À peu près au même moment où Epic Games a lancé Fortnite, c'est-à-dire le 21 juillet 2017, dans un accès anticipé, PlayerUnknown's Battlegrounds était devenu un phénomène mondial, ayant vendu plus de cinq millions d'exemplaires trois mois après sa sortie en mars 2017, et suscitant un vif intérêt pour le genre battle royale. Epic a ainsi constaté que l'adaptation du jeu en un mode de battle royale était possible, et a rapidement développé sa propre version, en environ deux mois. En septembre 2017, Epic était prêt à sortir ce mode en tant que deuxième mode de Sauver le monde dans l'accès anticipé mais a ensuite décidé de le sortir en tant que jeu gratuit : Fortnite Battle Royale, rentabilisé par des microtransactions. Cette version a rapidement gagné des joueurs, avec plus de 10 millions de joueurs au cours de ses deux premières semaines de sortie, et a conduit Epic à créer des équipes séparées pour continuer le développement de Fortnite Battle Royale en dehors du mode Sauver le monde, en dehors des éléments communs du moteur et des ressources artistiques,. Cela a permis à Fortnite Battle Royale de s'étendre à d'autres plates-formes non prises en charge par le mode Sauver le monde, y compris les appareils mobiles iOS et Android et la Nintendo Switch,.
Depuis décembre 2020, il est possible de souscrire un abonnement mensuel.

#### Fortnite Créatif
Le mode Créatif est apparu lors de la saison 7 et a été accessible à tous le 13 décembre 2018. Ce mode de jeu permet aux joueurs de créer leurs propres univers à l'intérieur de Fortnite, et ceci avec de vastes libertés. C'est un mode de jeu de type bac à sable comme Minecraft.

#### Fortnite Festival
Le mode Festival est sortis le 9 décembre 2023. C'est un jeu de rythme semblable à Guitar Hero et qui possède son propre passe de combat. Il est possible d’y jouer différents instruments sur des pistes musicales trouvables dans la boutique d’objets. Le mode scène d’improvisation est également disponible pour jouer librement en groupe.

#### Rocket Racing
Le mode Rocket Racing est sortie le 8 décembre 2023. Ce dernier est un jeu de courses de voitures empruntant ses voitures au jeu Rocket League. Il possède également son système de rang indépendant.

#### Lego Fortnite
Le mode Lego Fortnite est sortie le 7 décembre 2023.C'est un mode en collaboration avec la marque LEGO, ce dernier est un jeu de survie et de créatif aux allures de Minecraft.

#### Fortnite Ballistic
Fortnite Ballistic est un jeu de tir tactique à cinq contre cinq, comparable à Counter-Strike et Valorant. Qui est lancé en accès anticipé le 11 décembre 2024.

## Saisons et événements

### Chapitre 1
| Saison   | Date de début     | Date de fin       |
| -------- | ----------------- | ----------------- |
| Saison 1 | 25 octobre 2017   | 14 décembre 2017  |
| Saison 2 | 14 décembre 2017  | 22 février 2018   |
| Saison 3 | 22 février 2018   | 1er mai 2018      |
| Saison 4 | 1er mai 2018      | 12 juillet 2018   |
| Saison 5 | 12 juillet 2018   | 26 septembre 2018 |
| Saison 6 | 26 septembre 2018 | 6 décembre 2018   |
| Saison 7 | 6 décembre 2018   | 28 février 2019   |
| Saison 8 | 28 février 2019   | 9 mai 2019        |
| Saison 9 | 9 mai 2019        | 1er août 2019     |
| Saison X | 1er août 2019     | 13 octobre 2019   |

Après la fin de la saison 10, le 13 octobre 2019 avec l'événement en direct "The End", qui laissait entrevoir la destruction de la carte du jeu par un trou noir et qui a été regardé par plusieurs millions de téléspectateurs sur Twitch et YouTube, le jeu a été mis hors ligne et l'ouverture du jeu ou du site web n'ouvrait qu'un écran avec un trou noir en arrière-plan,.
Le passage hors ligne s'est avéré être un geste marketing d'Epic Games pour introduire une nouvelle carte dans le jeu et poursuivre les nouvelles saisons qui faisaient l'objet du chapitre 2. L'ancienne carte n'est plus jouable car elle a été engloutie par le trou noir après avoir été présentée dans le jeu. La carte du début du chapitre 2 comporte 13 nouveaux lieux et, en raison des nombreuses rivières, permet l'utilisation de bateaux comme moyen de transport. Il est également possible pour le joueur de nager et de pêcher des objets. Le jeu a également été étendu pour inclure des éléments de furtivité et offre au joueur plus d'opportunités de se cacher. La saison 1 du chapitre 2 (11ème saison du jeu) a été lancée le 15 octobre 2019.

### Chapitre 2
| Saison   | Date de début     | Date de fin       |
| -------- | ----------------- | ----------------- |
| Saison 1 | 15 octobre 2019   | 20 février 2020   |
| Saison 2 | 20 février 2020   | 17 juin 2020      |
| Saison 3 | 17 juin 2020      | 27 août 2020      |
| Saison 4 | 27 août 2020      | 1er décembre 2020 |
| Saison 5 | 2 décembre 2020   | 16 mars 2021      |
| Saison 6 | 16 mars 2021      | 8 juin 2021       |
| Saison 7 | 8 juin 2021       | 12 septembre 2021 |
| Saison 8 | 13 septembre 2021 | 4 décembre 2021   |

Après la fin de la saison 8 (18ème saison en comptant à partir du chapitre 1), le 4 décembre 2021 avec l'événement en direct "The End", qui laissait entrevoir le retournement de la carte du jeu par les protagonistes et qui a été regardé par plusieurs millions de joueur derrière leur écran, le jeu a été mis hors ligne et fit son retour le lendemain après-midi.
Après des heures regardant son personnage dérivant dans l'eau. Les joueurs et téléspectateurs sur Twitch et YouTube ont pus jouer sur une nouvelle carte dans le jeu et poursuivre les nouvelles saisons qui faisaient l'objet du chapitre 3. L'ancienne carte n'est plus jouable car elle a été retournée par les protagonistes après avoir été présentée dans le jeu. La carte du début du chapitre 3 comporte 8 nouveaux lieux et un retour de Tilted Towers (une ville présente en chapitre 1 saison 2 jusqu'en saison 8 détruit à cause du volcan), en raison des nombreuses rivières et routes, permet l'utilisation de bateaux et des véhicules comme moyen de transport. Il est également possible pour le joueur de nager et de voltigé avec des objets. La saison 1 du chapitre 3 (19ème saison en comptant à partir du chapitre 1) a été lancée le 5 décembre 2021.

### Chapitre 3
| Saison   | Date de début     | Date de fin       |
| -------- | ----------------- | ----------------- |
| Saison 1 | 5 décembre 2021   | 19 mars 2022      |
| Saison 2 | 20 mars 2022      | 4 juin 2022       |
| Saison 3 | 5 juin 2022       | 17 septembre 2022 |
| Saison 4 | 18 septembre 2022 | 3 décembre 2022   |

Après la fin de la saison 4 (22ème saison en comptant à partir du chapitre 1), le 3 décembre 2022 avec l'événement en direct "Fracture", qui laissait entrevoir la destruction de la carte du jeu par l'ultime réalité (alien, cube Kévin, chrome, etc) et qui a été regardé par plusieurs millions de joueur derrière leur écran, le jeu a été mis hors ligne et fit son retour le lendemain.
Après des heures à regarder son personnage regardant la nouvelle carte du jeu. Les joueurs et téléspectateurs sur Twitch et YouTube ont pus jouer sur une nouvelle carte dans le jeu et poursuivre les nouvelles saisons qui faisaient l'objet du chapitre 4. L'ancienne carte n'est plus jouable car elle a été détruite par l'ultime réalité après avoir été présentée dans le jeu. La carte du début du chapitre 4 comporte 8 nouveaux lieux, en raison des nombreuses terres, permet l'utilisation de moto et des véhicules comme moyen de transport. Il est également possible pour le joueur de nager et de faire des figures. La saison 1 du chapitre 4 (23ème saison de fortnite en comptant apartir du chapitre 1) a été lancée le 4 décembre 2022.

### Chapitre 4
| Saison        | Date de début   | Date de fin     |
| ------------- | --------------- | --------------- |
| Saison 1      | 4 décembre 2022 | 8 mars 2023     |
| Saison 2      | 10 mars 2023    | 9 juin 2023     |
| Saison 3      | 9 juin 2023     | 25 août 2023    |
| Saison 4      | 25 août 2023    | 3 novembre 2023 |
| Saison 5 (OG) | 3 novembre 2023 | 2 décembre 2023 |

Après la fin de la saison 4 (26ème saison en comptant à partir du chapitre 1), le 3 novembre 2023 avec  la fin de la saison , qui laissait entrevoir un changement de carte pour retourner à celle du chapitre 1  pendant un mois entier les joueurs revivait le premier chapitre de Fortnite. La saison se clôtura avec "The Big Bang" et qui a été regardé par plusieurs millions de joueur et téléspectateurs derrière leur écran, le jeu a été mis hors ligne et fit son retour le lendemain.
Après des heures à regarder son personnage regardant l'univers. Les joueurs et téléspectateurs sur Twitch et YouTube ont pus jouer sur une nouvelle carte dans le jeu et poursuivre les nouvelles saisons qui faisaient l'objet du chapitre 5. Les anciennes cartes n'est plus jouable car elle a été détruite par le trou noir et l'autre nous savons pas, après avoir été présentée dans le jeu. La carte du début du chapitre 5 comporte 7 nouveaux lieux, en raison des nombreuses rails, permet l'utilisation du train comme moyen de transport. Il est également possible pour le joueur de nager et de se téléporter avec plaque d'égouts. La saison 1 du chapitre 5 (28ème saison en comptant à partir du chapitre 1) a été lancée le 3 décembre 2023.

### Chapitre 5
| Saison           | Date de début     | Date de fin       |
| ---------------- | ----------------- | ----------------- |
| Saison 1         | 3 décembre 2023   | 8 mars 2024       |
| Saison 2         | 8-9 mars 2024     | 24 mai 2024       |
| Saison 3         | 24 mai 2024       | 16 août 2024      |
| Saison 4         | 16 août 2024      | 1er novembre 2024 |
| Saison 5 (Remix) | 1er novembre 2024 | 1er décembre 2024 |

### Chapitre 6
| Saison        | Date de début     | Date de fin       |
| ------------- | ----------------- | ----------------- |
| Saison 1      | 1er décembre 2024 | 21 février 2025   |
| Saison 2      | 21 février 2025   | 2 mai 2025        |
| Mini Saison 1 | 2 mai 2025        | 7 juin 2025       |
| Saison 3      | 7 juin 2025       | 7 août 2025       |
| Saison 4      | 7 août 2025       | 1er novembre 2025 |

## Réception

### Phénomène culturel

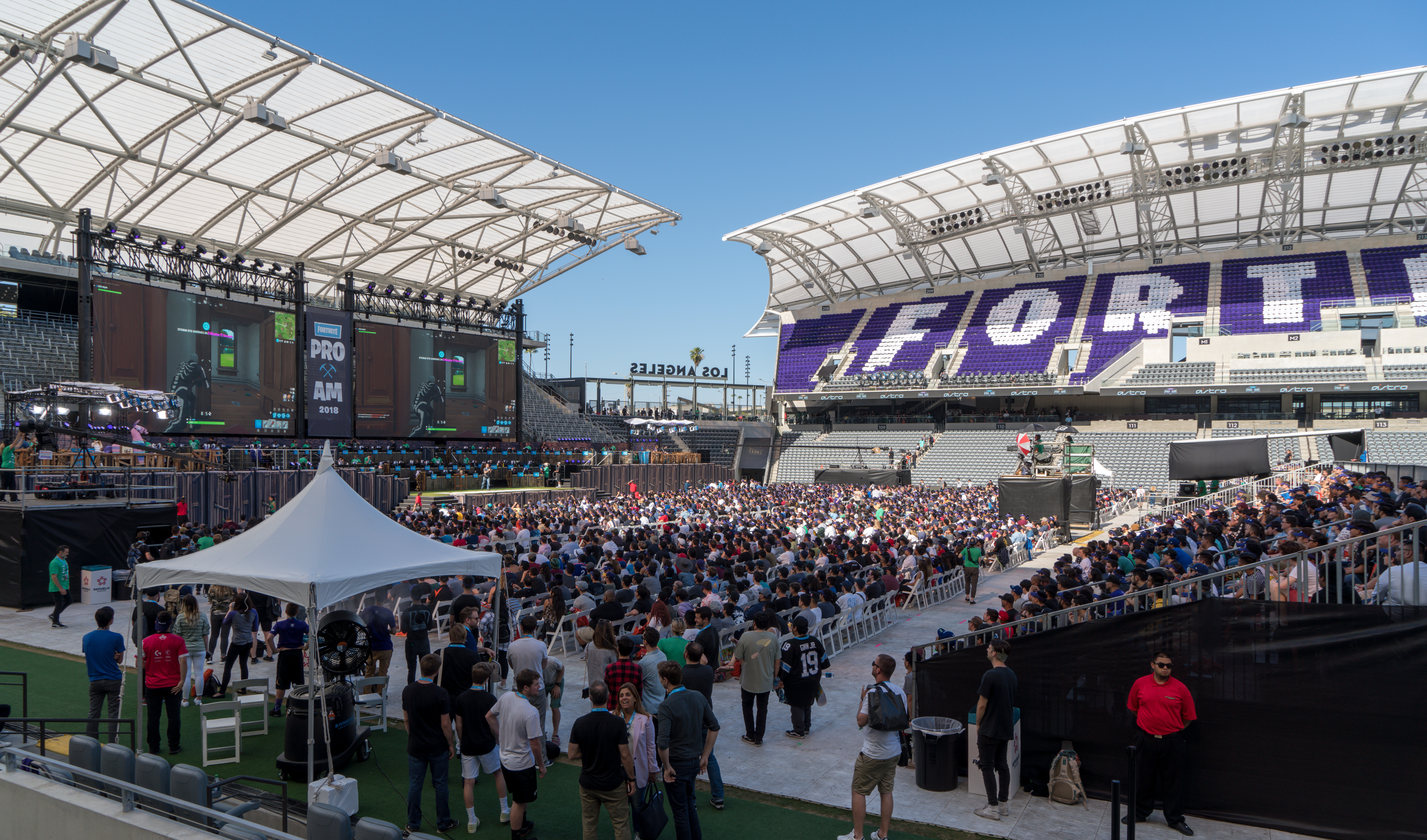
Le Fortnite Pro-Am à l'E3 2018.

Le mode Sauver le monde a atteint plus d'un million de joueurs en août 2017, juste avant la sortie du Battle Royale.
Surfant sur la vague initiée par H1Z1 puis PUBG, Fortnite Battle Royale est devenu un succès financier immédiat pour Epic Games, les amenant à séparer les équipes entre Sauver le monde et Battle Royale pour mieux soutenir les deux modes. Deux semaines après la sortie, plus de 10 millions de joueurs avaient joué au mode, et en juin 2018, juste après la sortie du jeu sur Nintendo Switch, le nombre de joueurs atteignait 125 millions. Les revenus de Fortnite Battle Royale au cours du premier semestre 2018 avaient été estimés à des centaines de millions de dollars par mois,.
Fortnite Battle Royale est également devenu un phénomène culturel, avec plusieurs célébrités qui déclarent jouer au jeu, et les athlètes qui utilisent des célébrations de Fortnite comme célébrations de la victoire. En mars 2018, un événement de streaming remarquable, avec le streamer Ninja jouant Fortnite Battle Royale aux côtés de Drake, Travis Scott, Kim Dotcom et JuJu Smith-Schuster, le grand récepteur des Pittsburgh Steelers, Pokimane avec le rappeur Desiigner a battu sur Twitch les records d'audience à ce jour et a conduit à Epic à organiser un pro-am Fortnite Battle Royale avec 50 paires de streamers et de joueurs professionnels jumelés à des célébrités, lors de l'Electronic Entertainment Expo 2018 (E3) en juin 2018,,. Epic Games travaille au développement de compétitions eSports organisées autour de Fortnite Battle Royale, y compris le Fortnite World Cup tournament en 2019.
On s'inquiète aussi de plus en plus de l'attrait de Fortnite Battle Royale pour les jeunes enfants, comme en témoigne la sortie du client mobile. Les parents et les enseignants se sont dits préoccupés par le fait que les élèves soient distraits et détournés du travail scolaire parce qu'ils jouent à Fortnite.

### Résultat commercial
En 2023, soit six ans après la sortie du mode Battle Royale, le magazine spécialisé Canard PC estime que Fortnite continue d'apporter à son éditeur et développeur 4 ou 5 milliards de dollars par an.

### Récompenses
| Année | Récompense                         | Catégorie                                                  | Résultat   | Ref(s). |
| ----- | ---------------------------------- | ---------------------------------------------------------- | ---------- | ------- |
| 2017  | The Game Awards 2017               | Meilleur Jeu Multijoueur                                   | Nomination | [ 47 ]  |
| 2017  | PC Gamer                           | Meilleur jeu Co-op                                         | Nomination | [ 48 ]  |
| 2017  | IGN                                | Meilleur jeu des spectateurs                               | Nomination | [ 49 ]  |
| 2018  | 16th Visual Effects Society Awards | Effets visuels exceptionnels pour un projet en temps réel  | Nomination | ,       |
| 2018  | DICE Awards                        | Visuel Jeu en ligne le plus abouti                         | Nomination | ,       |
| 2018  | SXSW Gaming Awards                 | Excellence en multijoueur                                  | Nomination | ,       |
| 2018  | SXSW Gaming Awards                 | Excellence de Gameplay                                     | Nomination | ,       |
| 2018  | 14th British Academy Games Awards  | Meilleur jeu évolutif                                      | Nomination | ,       |
| 2018  | 14th British Academy Games Awards  | Meilleur multijoueur                                       | Nomination | ,       |
| 2018  | 2018 Webby Awards                  | Voix du public pour le meilleur jeu Multijoueur/Compétitif | Lauréat    | [ 58 ]  |
| 2018  | Game Critics Awards 2018           | Meilleur jeu en cours                                      | Lauréat    | ,       |
| 2018  | 2018 Teen Choice Awards            | Jeux vidéo de choix                                        | Lauréat    | [ 61 ]  |
| 2020  | 16th British Academy Games Awards  | Jeu évolutif                                               | Nomination | [ 62 ]  |
| 2020  | 2020 Kids' Choice Awards           | Jeu vidéo préféré                                          | Nomination | [ 63 ]  |
| 2020  | The Game Awards 2020               | Meilleur jeu en cours                                      | Nomination | [ 64 ]  |
| 2020  | The Game Awards 2020               | Meilleur soutien communautaire                             | Nomination | [ 64 ]  |
| 2020  | The Game Awards 2020               | Meilleur jeu eSports                                       | Nomination | [ 64 ]  |
| 2021  | 2021 Kids' Choice Awards           | Jeu vidéo préféré                                          | Nomination | [ 65 ]  |

### Polémiques

#### Controverses sur le gameplay

##### Saison X (10)
Le 1er août 2019 débarque la saison 10 (ou X), dernière saison du chapitre 1 de Fortnite Battle Royale. Avec celle-ci arrivent les B.R.U.T.E., des robots qui tombent du ciel, contrôlables par deux joueurs, et destinés à faire un maximum de dégâts pour « offrir à tous les joueurs, quel que soit leur niveau, une expérience divertissante où tout le monde a une chance de gagner ». Cet ajout divise énormément la communauté sur le fait que le robot serait trop puissant et altérerait l'expérience de jeu.
Le 27 août 2019 sort la mise à jour 10.20 du jeu. Un détail dans la liste des changements divise encore la communauté : le temps de disposition des constructions a été augmenté de 0,005 à 0,15 seconde. Ce détail affole de nombreux joueurs qui disent « ne plus pouvoir construire ». Une partie de la communauté appelle alors à boycotter le jeu pour faire annuler cette différence. L'équipe de Fortnite s'explique en argumentant que « les joueurs ayant une latence basse ont un avantage disproportionné » et souhaite diminuer l'avantage aux joueurs axés sur la défense.

#### Controverses sur la politique commerciale

##### Polémique au sujet deslootbox
Le 28 février 2019, le père d'un enfant de joueur de Fortnite dépose plainte contre Epic Games devant le tribunal californien, accusant l'entreprise d'adopter une attitude agressive pour gagner de l’argent aux dépens de l’addiction des joueurs, grâce à ses coffres à butins aléatoires du mode PvE Sauver le monde (sous forme de lamas-piñatas plus ou moins chers permettant d'obtenir du butin pour son épopée). Epic a proposé de régler l'affaire en février 2021, en plus de conserver environ 26 millions de dollars pour les réclamations fondées des membres du groupe, en particulier pour les mineurs touchés par l'affaire, en créditant également tous les joueurs de Sauver le Monde de 1 000 V-bucks (environ l'équivalent de 8 euros), les avocats d'Epic déclarant qu'il s'agissait de « la bonne chose à faire et que nous sommes très attachés aux loot boxes d'objets aléatoires », le jeu ne propose désormais plus que des « Lamas à Rayon X » via des V-Bucks, dans lesquels le contenu est visible à l'avance

##### Conflit et retrait du jeu sur l'App Store et le Play Store
Le 13 août 2020, Apple supprime le jeu de son magasin d'application, la raison principale étant que le jeu permettait d'effectuer des achats intégrés sans passer par la plateforme de paiement Apple Pay, privant Apple de la commission qu'elle prélève sur les achats dans les applications, ce qui est contraire aux règles de l'App Store. Quelques heures plus tard, Google supprime l'application du Play Store pour le même motif. Epic Games annonce alors le dépôt d'une plainte contre les deux entreprises pour abus de position dominante et pratique anticoncurrentielle. Par ailleurs, l'entreprise sort une vidéo dans l'univers de Fortnite parodiant une publicité d'Apple pour son Macintosh, sortie en 1984, qui critiquait la position dominante d'IBM à l'époque. L'entreprise invite les joueurs sur les plateformes mobiles Apple à demander à la firme le remboursement des achats dans Fortnite, en publiant un tutoriel sur son site et en lançant le mouvement #FreeFortnite sur les réseaux sociaux. Epic Games a également porté plainte contre Google.

#### Arrêt du jeu en Chine
À partir du 15 novembre 2021, le jeu n'est plus disponible en Chine. Epic Games arrête la version spécifique de Fortnite pour le pays dans le cadre du durcissement réglementaire des usages numériques dans celui-ci,.

#### Contenus haineux
Un rapport du Global Project Against Hate and Extremism (GPAHE) révèle que plusieurs jeux créés via Fortnite Créatif promeuvent des discours antisémites, racistes et violents, malgré les règles d'Epic Games interdisant de tels contenus. Parmi les exemples, un jeu recréant le camp de concentration de Jasenovac et un autre glorifiant des théories racistes sont signalés par le GPAHE. Bien qu'Epic Games, l'éditeur du jeu, ait des règles interdisant ces contenus et ait supprimé plusieurs jeux signalés, certains restent en ligne. Le rapport critique la modération insuffisante et la facilité avec laquelle les créateurs contournent les systèmes de contrôle, suscitent des critiques du GPAHE sur l'efficacité de la modération de la plateforme,.

## Professionnalisme
Dès les premières semaines, Epic organise des tournois avec plusieurs milliers de dollars de prix, ce qui attire les joueurs professionnels. Dès mai 2018, Epic annonce 100 millions de dollars par an de prix reversés aux compétiteurs, soit une moyenne de 2 millions de dollars par semaine. Les professionnels sont essentiellement aux États-Unis, en France et au Canada mais aussi en Allemagne et dans la plupart des pays européens
Les qualifications pour la coupe du monde 2019, laquelle s'est déroulé du 26 au 28 juillet 2019, avaient débuté le 13 avril et s'étaient terminées le 16 juin. Ces qualifications se déroulaient chaque weekend avec dans un premier temps les qualifications le samedi puis la finale le dimanche. Les 3 000 meilleurs joueurs de chaque demi-finale pouvaient accéder à la finale du dimanche. D'une semaine à l'autre, les tournois de qualifications se faisaient soit dans le mode solo soit dans le mode duo, ce qui donnait 10 sessions de qualifications pour la coupe du monde et donc 5 dans chaque mode. Ces qualifications étaient régionales, chaque continent possédant son serveur, les joueurs européens ne se mesurent pas aux américains ainsi qu'aux asiatiques. Chaque région a donc des places qualificatives pour la coupe du monde[réf. nécessaire].
| Places de qualification en solo pour la finale de la World Cup |                   |                   |                     |                   |                   |                   |
| SOLO                                                           | Région de serveur | Région de serveur | Région de serveur   | Région de serveur | Région de serveur | Région de serveur |
| Semaine                                                        | Europe            | Am. du Nord - Est | Am. du Nord - Ouest | Asie              | Brésil            | Océanie           |
| Semaine 1                                                      | 8                 | 6                 | 2                   | 1                 | 1                 | 1                 |
| Semaine 3                                                      | 8                 | 6                 | 2                   | 2                 | 2                 | 1                 |
| Semaine 5                                                      | 8                 | 6                 | 2                   | 1                 | 1                 | 1                 |
| Semaine 7                                                      | 8                 | 6                 | 2                   | 2                 | 2                 | 1                 |
| Semaine 9                                                      | 8                 | 6                 | 2                   | 1                 | 1                 | 1                 |

| Places de qualification en duo pour la finale de la World Cup |                   |                   |                     |                   |                   |                   |
| DUO                                                           | Région de serveur | Région de serveur | Région de serveur   | Région de serveur | Région de serveur | Région de serveur |
| Semaine                                                       | Europe            | Am. du Nord - Est | Am. du Nord - Ouest | Asie              | Brésil            | Océanie           |
| Semaine 2                                                     | 4                 | 3                 | 1                   | 1                 | 1                 | 1                 |
| Semaine 4                                                     | 4                 | 3                 | 1                   | 0                 | 0                 | 0                 |
| Semaine 6                                                     | 4                 | 3                 | 1                   | 1                 | 1                 | 1                 |
| Semaine 8                                                     | 4                 | 3                 | 1                   | 0                 | 0                 | 0                 |
| Semaine 10                                                    | 4                 | 3                 | 1                   | 1                 | 1                 | 1                 |

Pour cet événement, le développeur du jeu a annoncé des prix d'une valeur totale de 100 millions de dollars. Lors des qualifications, les joueurs les plus performants pourront obtenir des récompenses suivant leurs résultats. Les récompenses distribuées lors de la finale seront de 30 millions de dollars, ce qui fait de cet événement e-sportif le plus important de l'histoire sur le plan des récompenses promises aux participants.